# Incidente Pershing
El Incidente Pershing se refiere a un acontecimiento que ocurrió el 22 de mayo de 1920 en la isla panameña de Taboga, el cual tuvo implicaciones en las relaciones entre Estados Unidos y Panamá, y en el que se vio involucrado directamente el general John J. Pershing, quien luego de sus triunfos en la Primera Guerra Mundial, fue a Panamá en misión militar, pero terminó su vehículo apedreado por los pobladores de Taboga, tras lo cual abandonó con urgencia Panamá.

## Antecedentes
Este episodio se inscribe en un contexto histórico caracterizado por las discusiones y tensiones sobre la posible utilización de casi toda la Isla de Taboga, ubicada en el Golfo de Panamá, para estacionar allí tropas y construir una base militar de Estados Unidos.
El precedente inmediato se remonta al 14 de noviembre de 1918, cuando el gobernador estadounidense del Canal de Panamá informó al presidente panameño Belisario Porras, que el gobierno de Estados Unidos necesitaba "adquirir" el 80% de la isla de Taboga, para establecer allí una gran base militar. Este anuncio generó tensiones y preocupaciones sobre la soberanía y el control territorial de Panamá, así como el rechazo de la población isleña, y de los panameños en general.

## Desarrollo

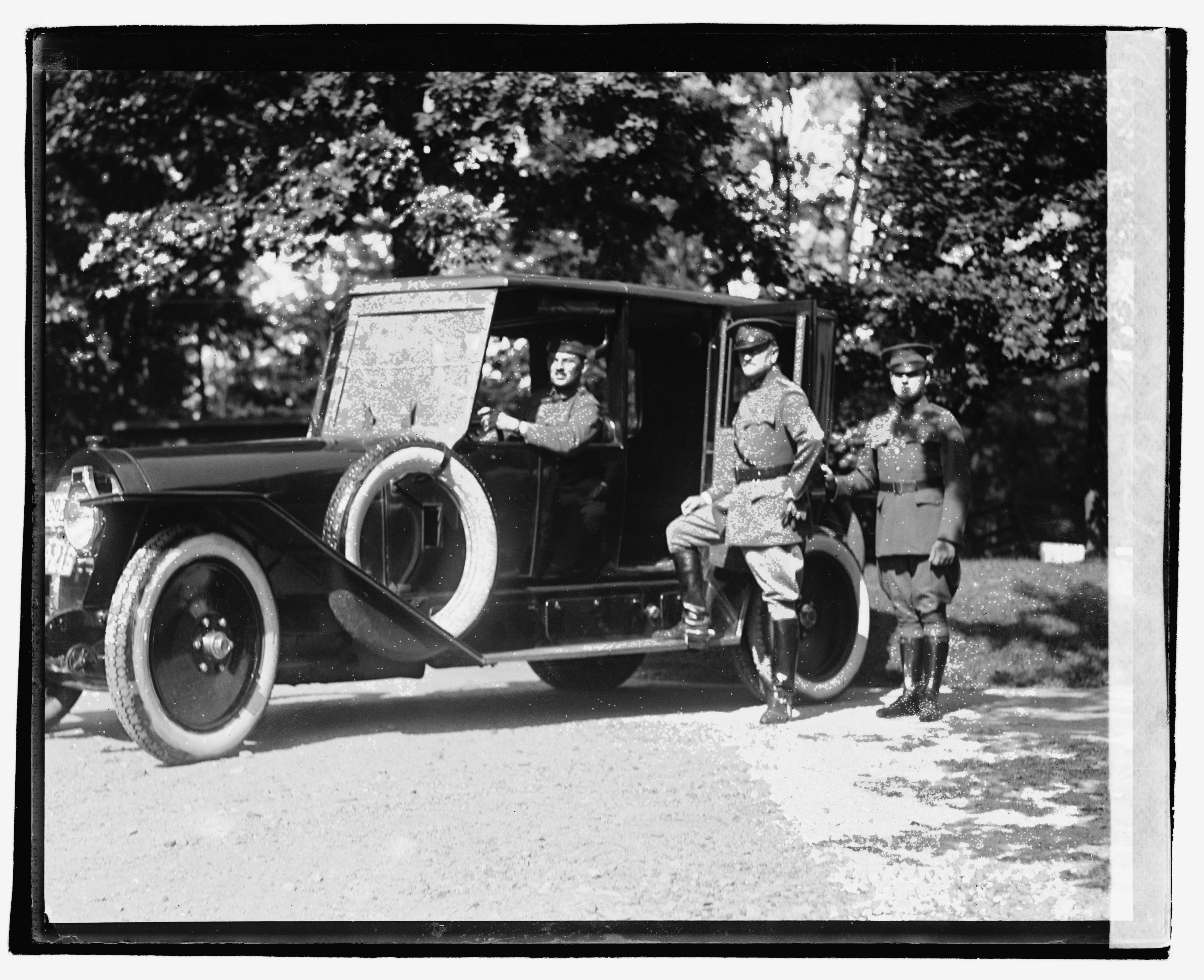
El general John J. Pershing (1920)

El 22 de mayo de 1920, una delegación estadounidense liderada por el General John J. Pershing llegó a la Isla Taboga con el objetivo de inspeccionar el área para observar dónde construirían todas esas instalaciones militares. La presencia de Pershing provocó manifestaciones y protestas por parte de la población local, que se oponía a la ocupación militar extranjera.
Durante la visita, el automóvil de Pershing fue atacado por manifestantes panameños, quienes lanzaron piedras como forma de protesta contra la presencia militar estadounidense. Aunque el general Pershing y su equipo resultaron ilesos, el incidente reflejó las tensiones y el descontento popular hacia la intervención extranjera en Panamá. Como resultado, el general Pershing abandonó inmediatamente el país.
El incidente en la isla panameña no resultó en conflictos armados ni en pérdidas humanas, pues el general Pershing -impedido de transitar- regresó a refugiarse al Hotel Tívoli de Ciudad de Panamá, el mismo que unos años antes habría sido usado para alojarse por el presidente Theodore Roosevelt.
El "Incidente Pershing" por la Isla de Taboga tuvo consecuencias en las relaciones bilaterales entre Panamá y Estados Unidos, generando un aumento de la desconfianza y la hostilidad hacia la presencia militar estadounidense en el país. También reforzó el anhelo de Panamá por una plena soberanía y autodeterminación. Fue el clima de crispación reinante el que llevó al alto militar a considerar conveniente viajar de inmediato a Estados Unidos, dejando el "Incidente Pershing" como legado, en el marco de unas complejas relaciones binacionales entre Panamá y Estados Unidos, un antecedente tangible de las posibilidades de resistencia y soberanía de los propios panameños, logrando "desafiar" a una de las mayores potencias militares de su época en un momento de gloria, pues habían enviado a una figura considerada un "héroe", quien representaba, nada más ni nada menos, que la victoria estadounidense en Europa.